# Syaule Bazar
Syaule Bazar – gaun wikas samiti w środkowej części Nepalu  w strefie Bagmati w dystrykcie Sindhupalchowk. Według nepalskiego spisu powszechnego z 2001 roku liczył on 837 gospodarstw domowych i 4177 mieszkańców (2147 kobiet i 2030 mężczyzn).